# Doly (Bouzov)
Doly je malá vesnice, část obce Bouzov v okrese Olomouc. Nachází se asi 2 km na severozápad od Bouzova. V roce 2009 zde bylo evidováno 27 adres. V roce 2001 zde trvale žilo 29 obyvatel.
Doly leží v katastrálním území Doly u Bouzova o rozloze 1,48 km2.

## Historie
První písemná zmínka o obci pochází z roku 1617, kdy je na území dnešní vesnice uveden Panský neboli Podhradský mlýn, který nechal postavit Mikuláš Berger z Bergu Na přelomu 18. a 19. století tu působil mlynářský rod Balatků. Na křižovatce stával dříve zájezdní hostinec Šalanda, ve kterém byli ubytování havíři ze Slezska, kteří těžili rudu v nedaleké Jeřmani. Ti se tu začali od roku 1715 usazovat a nově vzniklá osada nesla jméno Hamry, Hutě, Grunt nebo se jí též říkalo Údolí naděje, od roku 1735 se ustálil název Hoffnungsthal a až později Na dolách či Doly. Tato osada zanikla na počátku 19. století a dnes toto území spadá do katastru Jeřmaně.
Už na počátku 19. století stávala na říčce Javoříčka vodní pila, která byla roku 1888 přestavěna na parní.
V roce 1820 byla na návsi postavena kaplička se zvonicí.
Dnes obec slouží především k rekreaci, která se tu začala rozvíjet po převedení hlavní silnice.

## Obyvatelstvo
Původní osadníci byly zřejmě německy mluvící Slezané, kteří však splynuli s okolním obyvatelstvem. Roku 1834 měly Doly 20 domů a 148 obyvatel, na přelomu 19. a 20. století tu žilo v 19 domech 105 českých a 7 německých obyvatel.

### Struktura
Vývoj počtu obyvatel za celou obec i  za jeho jednotlivé části uvádí tabulka níže, ve které se zobrazuje i příslušnost jednotlivých částí k obci či následné odtržení.
| Místní části   | Místní části | 1869 | 1880 | 1890 | 1900 | 1910 | 1921 | 1930 | 1950 | 1961 | 1970 | 1980 | 1991 | 2001 | 2011 |
| -------------- | ------------ | ---- | ---- | ---- | ---- | ---- | ---- | ---- | ---- | ---- | ---- | ---- | ---- | ---- | ---- |
| Počet obyvatel | část Doly    | 141  | 122  | 112  | 118  | 135  | 132  | 93   | 68   | 80   | 76   | 55   | 31   | 29   | 28   |
| Počet domů     | část Doly    | 21   | 18   | 19   | 21   | 22   | 23   | 23   | 27   | -    | 21   | 19   | 22   | 21   | 21   |

## Pamětihodnosti
- Kříž kamenný z roku 1815[6]

## Fotogalerie

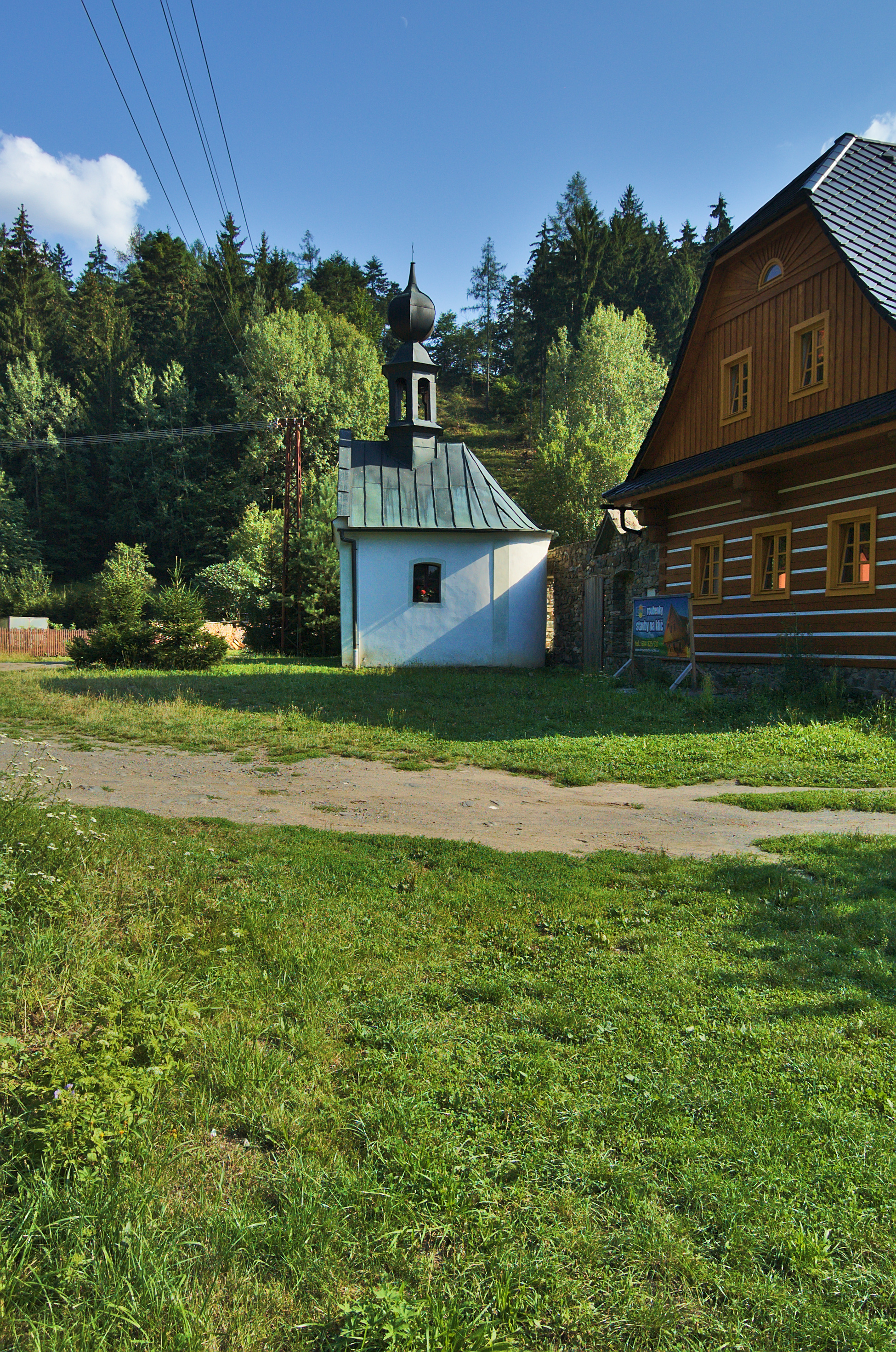
Kaple
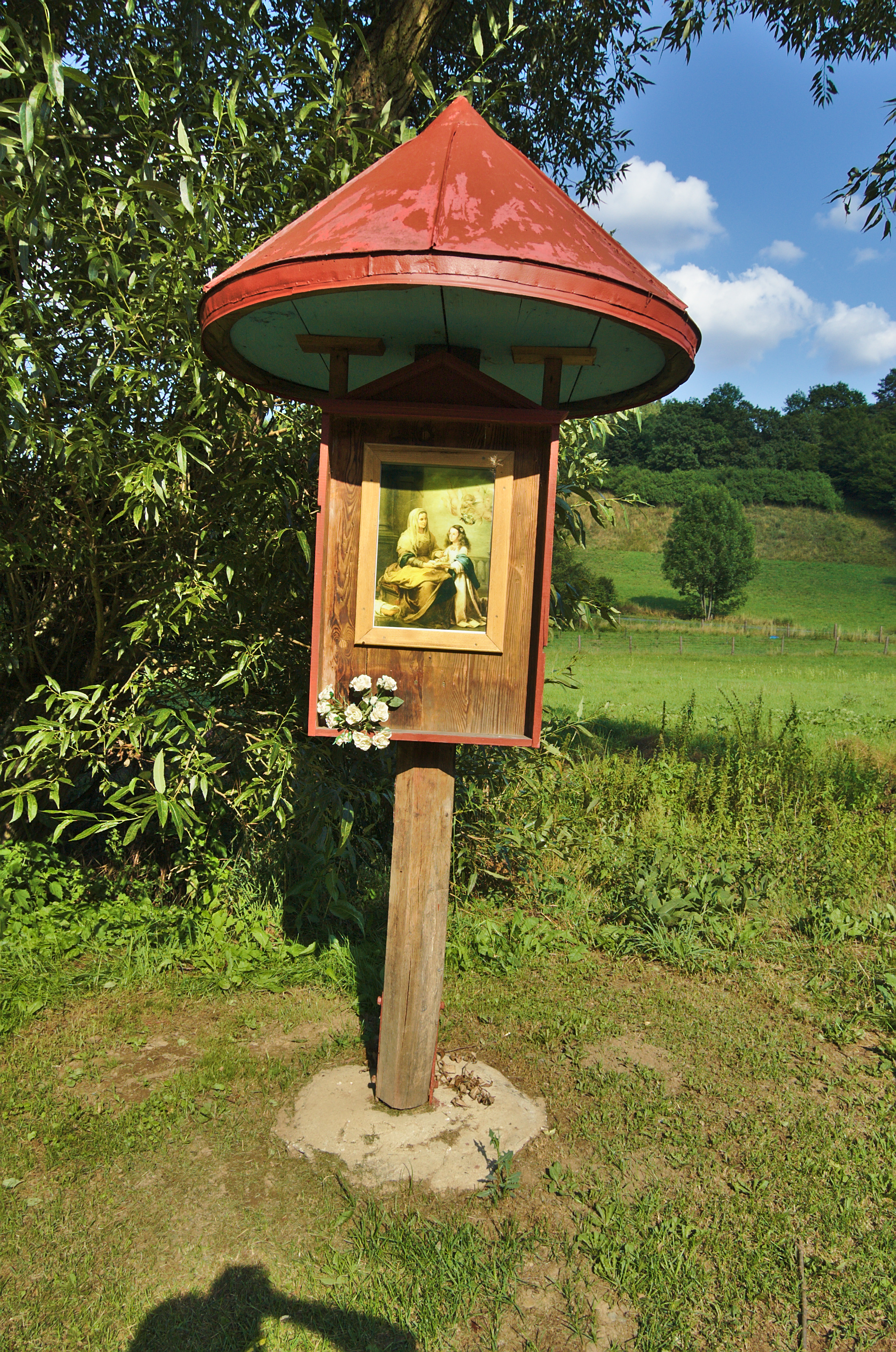
Boží muka u hlavní silnice